# Háj u Aše
Der Háj u Aše (deutsch: Hainberg bei Asch, 758 m) ist die höchste Erhebung im böhmischen Teil des Elstergebirges. 
Er ist der Hausberg der Stadt Aš (Asch) in Tschechien.

## Lage und Umgebung
Der Háj erhebt sich unmittelbar nordöstlich der Stadt Aš im böhmischen Vogtland zwischen den Tälern des Ašský potok und der Weißen Elster. Weitere Orte in der nahen Umgebung sind die zu Aš gehörenden Dörfer Doubrava (Grün) und Dolní Paseky (Niederreuth) sowie die Gemeinde Podhradí (Neuberg). Auf dem Gipfel befindet sich ein durch Feuer zerstörtes Berggasthaus mit Aussichtsturm. 
In der aktuellen Geomorphologischen Einteilung Tschechiens liegt der Berg im Hájská vrchovina genannten Teil des Gebietes Ašská vrchovina, das Teil der Smrčiny (Fichtelgebirge) genannten Haupteinheit ist.

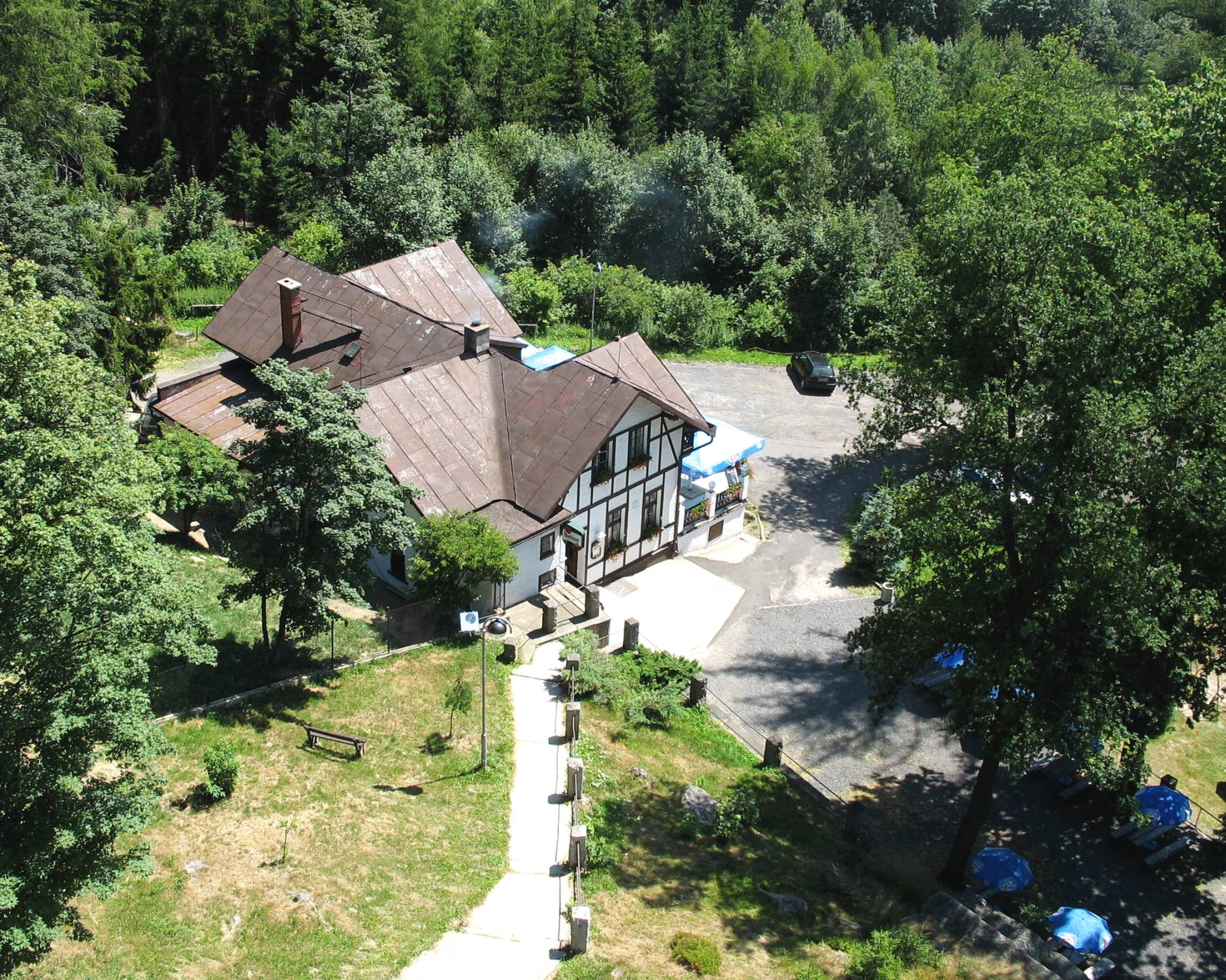
Hainberghaus/Horská chata Háj (2006), erbaut im Jahr 1884 von der Alpenvereinssektion Asch, 1945 beschlagnahmt, 2009 abgebrannt

## Geschichte
Über lange Zeit hinweg war der Háj kahl und weitgehend unbepflanzt. 1861 kaufte ihn die Ascher Gemeinde für 6000 Goldtaler den Zedtwitzern ab, und unter der besonderen Mithilfe von Georg Unger, später auch „Vater des Hainbergs“ genannt, entstand in den folgenden Jahren die charakteristische Bewaldung. Für den Bau eines Aussichtsturms wurde 1874 ein Baufonds angelegt; 1898 erhielt der Dresdner Architekt Wilhelm Kreis den Bauauftrag für den Bismarckturm. In den Jahren 1902 und 1903 wurde er gebaut und am 19. Juni 1904  eingeweiht.

## Bismarckturm
Der 34 m hohe steinerne Aussichtsturm ist einer von drei Bismarcktürmen auf dem Gebiet der Tschechischen Republik. Von seiner Aussichtsplattform bietet sich ein weiter Blick über Elstergebirge, Fichtelgebirge und Erzgebirge.

## Wege zum Gipfel
Ausgangspunkte für einen Besuch des Berges sind die Stadt Aš und die Gemeinde Podhradí. Eine blau markierte Wanderroute verbindet beide Orte und führt über den Gipfel des Berges.